# Sisordak
Sisordak is een bestuurslaag in het regentschap Tapanuli Utara van de provincie Noord-Sumatra, Indonesië. Sisordak telt 551 inwoners (volkstelling 2010).